# Mathieu Ephrem
Mathieu Ephrem est un dessinateur français de bande dessinée, né en 1976 à Saint-Nazaire (Loire-Atlantique). Après des études d'art graphique à l'école Pivot de Nantes, il se lance dans la bande dessinée en publiant, en collaboration avec Jean-François Kierzkowski, la série Escales. Trois tomes sont parus à ce jour. Toujours avec le même scénariste, il publie en 2011 l'album En route pour le Goncourt qui lui vaut une nomination au festival d’Angoulême en 2012. Entre juin 2012 et décembre 2014 il travaille pour le magazine So Film dans lequel il publie deux dessins par mois.

## Bandes dessinées
- 2005 : Escales - Blackburg, 1904 - Éditions Paquet
- 2006 : Escales - Hong kong, 1926 - Éditions Paquet
- 2008 : Escales - New York, 1955 - Éditions Paquet
- 2011 : En route pour le Goncourt - Cornélius (éditeur)

## Presse
- Entre juin 2012 et décembre 2014 : Les Classeurs du Cinéma (scénario : Jean-François Kierzkowski) – So Film : une planche de bande dessinée tous les mois

## Illustrations
- 2012 : Couverture de la réédition de L'Institut Klementine, roman de Jean-François Kierzkowski publié aux Éditions Les Perséides
- 2012 : Couverture d'Opération Groubachek, roman de Jean-François Kierzkowski publié aux Éditions Les Perséides
- 2014 : Couverture de Bouba Blitz, roman de Jean-François Kierzkowski publié aux Éditions Les Perséides

## Ouvrage collectif
- 2006 : Les difficultés d'une collaboration étroite... (scénario : Jean-François Kierzkowski) – 10 ans des Éditions Paquet un strip scénarisé de bande dessinée.